# Ramal de Reguengos
O Ramal de Reguengos, originalmente designado Linha do Guadiana, foi uma ligação ferroviária entre as localidades de Évora e de Reguengos de Monsaraz, em Portugal. A construção de um caminho de ferro entre Évora e Reguengos de Monsaraz foi planeada desde meados do século XIX, como parte de linhas maiores, que deveriam terminar em Espanha ou no Pomarão, um porto fluvial no Baixo Alentejo, formando uma via transversal ao longo da fronteira. No entanto, apenas o lanço entre Évora e Reguengos acabou por ser construído, tendo sido inaugurado em 6 de Abril de 1927. O Ramal de Reguengos foi encerrado em 1990.

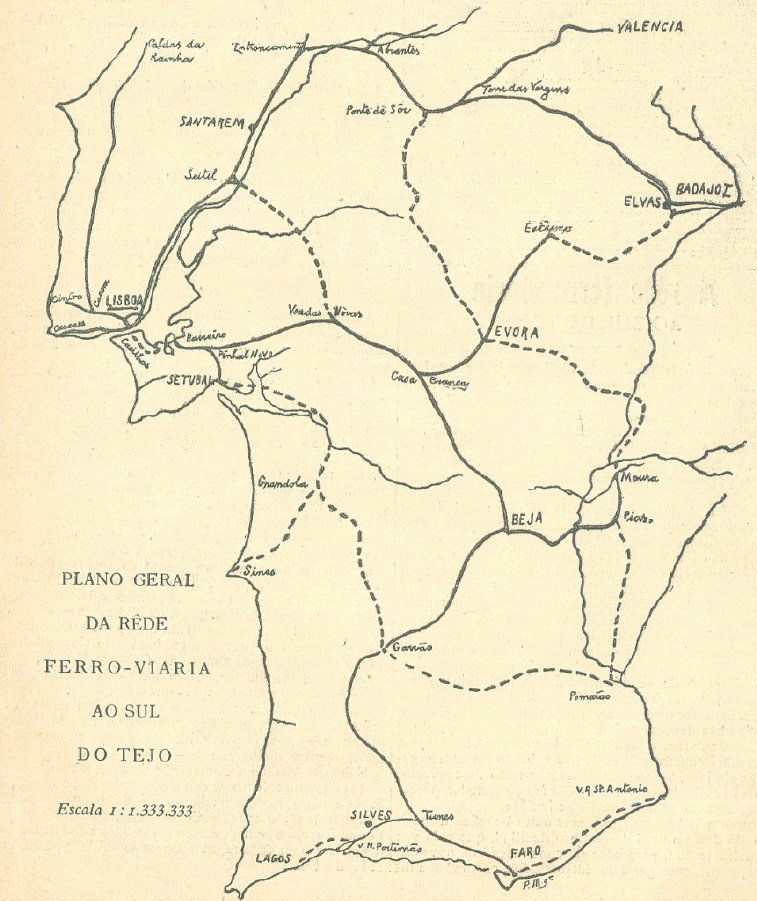
Mapa do Plano Geral da Rede Ferroviária ao Sul do Tejo, decretado em 1902. O lanço entre Évora e Reguengos deveria fazer parte de uma linha maior até ao Pomarão, passando pela Linha do Sueste (futuro Ramal de Moura).

## História

### Antecedentes
Os primeiros planos para a construção de uma união ferroviária entre as regiões do Alentejo e a área metropolitana de Lisboa datam dos finais da primeira metade do século XIX, para providenciar um meio de transporte alternativo às desadequadas ligações rodoviárias naquelas regiões, e assim escoar mais facilmente os produtos agrícolas, especialmente os cereais, para Lisboa. Desta forma, o governo contratou a Companhia Nacional dos Caminhos de Ferro ao Sul do Tejo para instalar um caminho de ferro entre Beja e Évora e a Margem Sul do Tejo, onde seria estabelecida uma ligação fluvial a Lisboa. Em 1859, no entanto, o governo consignou à Companhia dos Caminhos de Ferro do Sueste o troço entre Vendas Novas e Beja e o respectivo Ramal para Évora; a ligação entre as duas empresas foi estabelecida em 1861, na localidade de Vendas Novas, mas o facto de utilizarem bitolas de via diferentes impedia que as composições continuassem a sua viagem, o que obrigava a transbordos nesta estação. Para resolver este problema, a Companhia Nacional dos Caminhos de Ferro ao Sul do Tejo foi nacionalizada, e o estado assinou, em 1864, um acordo com a Companhia dos Caminhos de Ferro do Sueste, atribuindo-lhe as antigas linhas daquela empresa para que lhes alterasse a bitola; este documento também previa, entre outros projectos, uma ligação entre Beja e a fronteira com Espanha, e continuar a linha até Évora, que tinha sido inaugurada em 14 de Setembro de 1863, até Estremoz. A Companhia do Sueste enfrentou, no entanto, várias dificuldades financeiras, o que a impediu de pagar as suas dívidas ao Estado Português, pelo que as linhas foram postas em hasta pública; não surgiram, no entanto, quaisquer concorrentes, tendo as linhas passado para o estado em 1869, embora a Companhia continuasse a fazer os seus serviços. Após vários concursos infrutíferos, realizados entre 1873 e 1883, o governo decidiu organizar directamente as obras.
Em 1897, um alvará do Ministério das Obras Públicas autorizou o Barão de Matosinhos, antigo promotor da Linha de Torres Novas a Alcanena, a construir três linhas no Sul do país, das quais uma era o Caminho de Ferro Americano de Évora a Mourão, que utilizaria a Estrada Real n.º 20 e passaria por Reguengos.

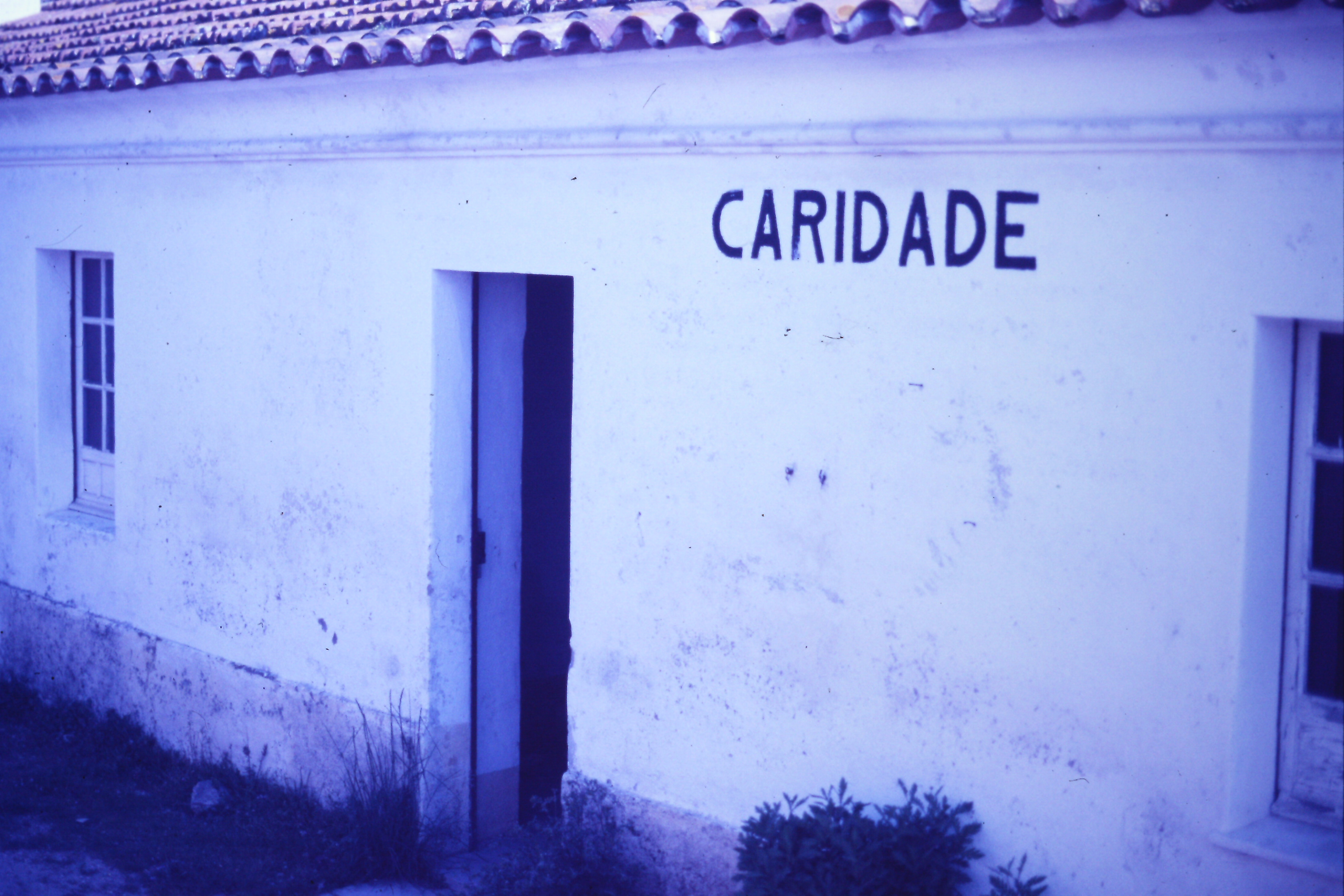
Paragem de Caridade, na década de 1980.

### Planeamento
Em 1864, uma comissão técnica luso-espanhola deu a sua preferência a cinco ligações ferroviárias entre as duas nações ibéricas: Sevilha por Huelva, Badajoz, Monfortinho, Barca de Alva e Valença; posteriormente, chegou-se a acordo para uma sexta, entre Quintos e Paymogo, na direcção de Huelva. Em 1884, uma outra comissão mista apresentou um projecto entre Évora a Zafra, passando por Reguengos de Monsaraz, e por Mourão ou Cheles. Não obstante os benefícios económicos que resultariam desta ligação, foi vetada pelas autoridades militares, que receavam que fosse prejudicial à defesa do país, pois possibilitaria uma invasão a Sul das posições defensivas da Serra de Ossa.
Assim, no Plano da Rede Ferroviária ao Sul do Tejo, elaborado em 1899 e publicado oficialmente num decreto de 1902, não surgiu a linha até Zafra, tendo sido substituída pela Linha do Guadiana, que acompanhava o vale do Rio Guadiana totalmente em território nacional. Este caminho de ferro iniciava-se em Évora, passava por Mourão ou Reguengos de Monsaraz, e depois unia-se em Moura à Linha do Sueste. O lanço entre Moura e Pias seria comum às duas linhas, e continuaria para Sul, a partir de Pias, até Pomarão, passando por Serpa ou Aldeia Nova de São Bento. O Pomarão era considerado um ponto de grande importância, pois era um porto fluvial que escoava os produtos da região e os minérios da Mina de São Domingos. Devido às facilidades de navegação no Guadiana a partir deste ponto, não seria necessário continuar a linha até Vila Real de Santo António, cuja construção ficaria demasiado dispendiosa. No Pomnarão também iria iniciar-se a Linha do Baixo Alentejo, que terminaria na Linha do Sul, em Garvão ou Casével. A Linha do Guadiana era uma das mais importantes, porque iria facilitar o transporte dos produtos mineiros e agrícolas daquela zona do Alentejo, tendo o lanço entre Évora e Reguengos de Monsaraz sido considerado como prioritário, enquanto que a construção do resto da linha poderia ser adiada. Com efeito, previa-se que este lanço iria ser pouco dispendiosa, e de rendimento certo.
O financiamento para a construção das várias ligações planeadas para a região meridional do país, incluindo a Linha do Guadiana, ficaria a cargo do fundo especial dos Caminhos de Ferro do Estado, que iria ser aumentado com os resultados de exploração das linhas, conforme fossem entrando ao serviço. Por iniciativa do Ministro das Obras Públicas, Comércio e Indústria, o Conde de Paçô Vieira, o governo foi autorizado a despender 6.500.000.000 réis, pelo fundo especial, na construção de vários caminhos de ferro, incluindo o troço entre Évora e Reguengos. O primeiro troço da Linha do Guadiana, entre Pias e Moura, abriu à circulação em 1902, como parte da Linha do Sueste.

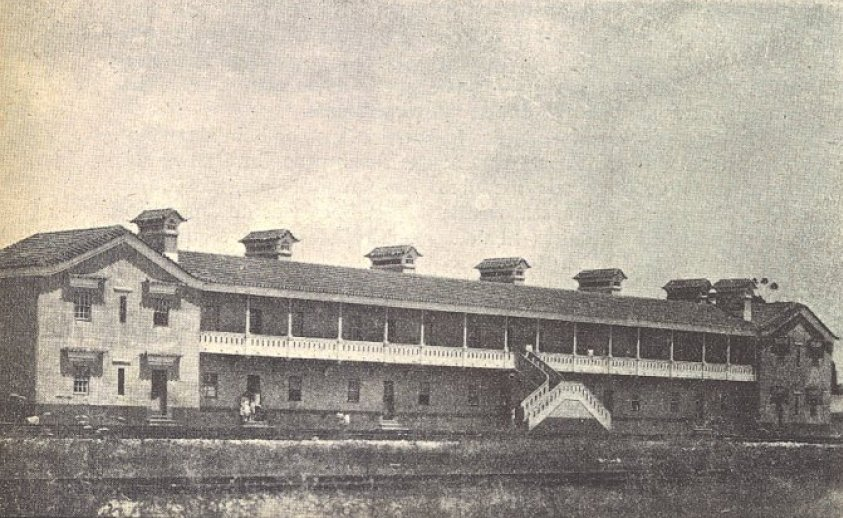
Pavilhão para habitação dos trabalhadores, na Estação de Reguengos de Monsaraz.

### Construção e inauguração
Uma lei de 24 de Abril de 1903 ordenou a construção do troço entre Évora e Reguengos de Monsaraz, e a realização dos respectivos estudos foi imposta por uma portaria de 19 de Janeiro de 1904. Em 27 de Janeiro de 1912, um decreto autorizou a autarquia de Reguengos a contrair um empréstimo de 500.000 escudos para financiar as obras. As obras iniciaram-se em 15 de Dezembro do ano seguinte, tendo contado com o apoio do sindicato agrícola durante os processos de expropriações. A lei n.º 675, de 5 de Abril de 1917, autorizou a administração dos Caminhos de Ferro do Estado a continuar os trabalhos, e a lei n.º 731, de 11 de Junho, determinou que o estado deveria fazer um empréstimo de 150.000 escudos, para financiar a conclusão da Linha de Évora a Reguengos, e para pagar o empréstimo que a Câmara Municipal realizou em 1912. Os decretos 3939 e 4865, publicados, correspondentemente, em 16 de Março e 30 de Setembro de 1918, autorizaram o conselho de administração dos Caminhos de Ferro do Estado a realizar um empréstimo com a Caixa Geral de Depósitos e Instituições de Previdência, para distratar o empréstimo da autarquia, e o decreto 4811, datado de 31 de Agosto, autorizou o Director Geral dos Transportes Terrestres a realizar um outro empréstimo, para continuar as obras em várias linhas, incluindo a de Reguengos.
Em 14 de Dezembro de 1926, reuniram-se, no Instituto Comercial de Lisboa, os representantes de várias autarquias, sindicatos agrícolas e outras instituições, para discutir a construção de diversas linhas, incluindo a ligação de Évora ao Pomarão. A inauguração do troço entre Évora e Reguengos teve lugar em 6 de Abril de 1927. Em 1927, os Caminhos de Ferro do Estado foram integrados na Companhia dos Caminhos de Ferro Portugueses, que passou a explorar as antigas linhas do estado em 11 de Maio daquele ano.

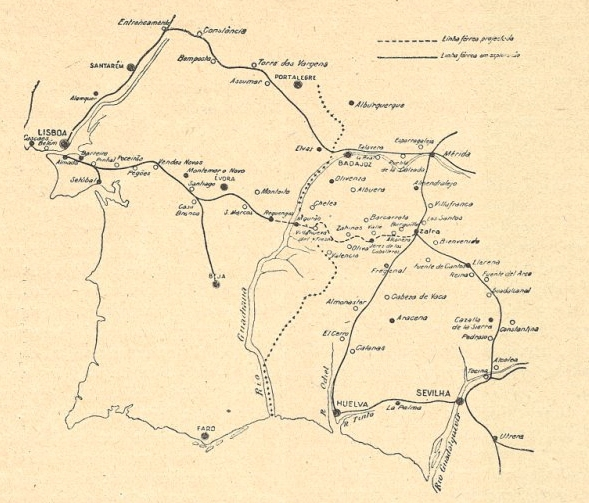
Projecto para o caminho de ferro entre Reguengos e Zafra.

### Continuação até Espanha
Em 15 de Julho de 1924, foi publicada a memória descritiva e justificativa da linha estratégica de Zafra a Villa Nueva, onde se faziam várias previsões de tráfego para este caminho de ferro, dando conta de uma importante riqueza mineira, que seria conduzida para os portos de Huelva e Sevilha, embora não se tenha feito qualquer referência ao seu valor militar. Villanueva ficava apenas a cerca de oito quilómetros da fronteira, tendo este caminho de ferro sido desde logo planeado como uma ligação internacional, tendo por isso a sua construção sido inserida no âmbito das Comissões Espano-Lusitanas, que regulavam as comunicações entre Portugal e Espanha.
Na conferência realizada em Maio de 1928, em Lisboa, uma comissão formada anteriormente pelo estado português apresentou várias propostas para ligações ferroviárias entre os dois países, baseando-se no princípio que não se deviam sacrificar os interesses económicos às pretensões defensivas, uma vez que, como se tinha provado durante a Primeira Guerra Mundial, podiam-se tomar várias salvaguardas neste sentido em caso de invasão. Entre os projectos apresentados, estava um que que partiria de Reguengos de Monsaraz e terminaria em Villanueva, passando junto à localidade de Mourão. Esta proposta foi aceite, uma vez que se considerava que este caminho de ferro seria de grande importância, pois permitiria o transporte de passageiros e mercadorias entre as regiões de Évora e da Extremadura, e em maior escala, permitiria uma redução na distância entre Lisboa e a Andaluzia, especialmente a cidade de Sevilha. Por outro lado, a região entre Zafra e Villanueva oferecia uma grande produção agrícola, pecuária, e principalmente mineira, como já tinha sido estudado em 1924. Esta última tinha sido gravemente atingida pela crise económica mundial, mas já se pensava numa futura abertura destas minas, quando os mercados recuperassem. Uma vez que a região rica em minerais ficava a distâncias iguais dos centros portuários de Lisboa e Sevilha, provavelmente seriam utilizadas as instalações que apresentassem as melhores condições. Outra circunstância a ter em causa era o transporte de passageiros; na década de 1930, assistiu-se a um grande movimento de pessoas com destino ao Marrocos francês, especialmente com fins comerciais e turísticos. Os passageiros vinham por barco até Lisboa, então um dos maiores portos transatlânticos, e depois continuavam a viagem por mar até Marrocos, ou por por terra até Algeciras e depois de barco até Tânger. Porém, o percurso por via rodoviária continuava a sofrer de falta de condições, pelo que se planeou que fosse substituído pelo comboio, quando estivessem concluídas as ligações entre a capital portuguesa e o Sul de Espanha. A questão da união directa entre Lisboa e Sevilha já tinha sido apontada em 1927 como uma das finalidades para a linha de Paymogo à fronteira, que também teria um importante papel militar, uma vez que na região Sul não existiam estradas nem caminhos de ferro capazes de transportar tropas ou equipamento bélico.
A conferência foi interrompida para ser posteriormente retomada, o que não chegou a acontecer. No entanto, nenhum dos governos chegou a fazer quaisquer resoluções em relação às conclusões votadas na conferência; depois de vários estudos, e de ter sido concluído um novo relatório da comissão militar, hostil a novas ligações internacionais por via férrea, o estado português decidiu abandonou este empreendimento e substitui-lo por um percurso para Sul, como tinha já sido feito em 1902. Desta forma, no Decreto-Lei de 1 de Abril de 1930, o troço entre Mourão à fronteira foi eliminado, devendo a linha seguir por território nacional desde aquela localidade até ao Pomarão. Do lado espanhol, foram publicados dois decretos, de 21 de Agosto de 1928 e 16 de Abril de 1929, que concederam à Companhia dos Caminhos de Ferro de Zafra a Portugal a construção de uma linha entre Zafra e Villanueva del Fresno, em Espanha. Em 1936, esta linha estava quase construída, tendo o lanço entre Zafra e Jerez de los Caballeros chegado a entrar ao serviço, embora não tenha sido continuada até Portugal. Todo este processo pode ser considerado como um exemplo da forma como decorriam as relações luso-espanholas naquela altura; com efeito, embora uma considerável parte da população espanhola aspirasse a uma união federativa com o seu vizinho ibérico, movimento corporizado principalmente pelos ideais republicanos e maçónicos, Portugal apenas se queria limitar a ter boas relações com Espanha.

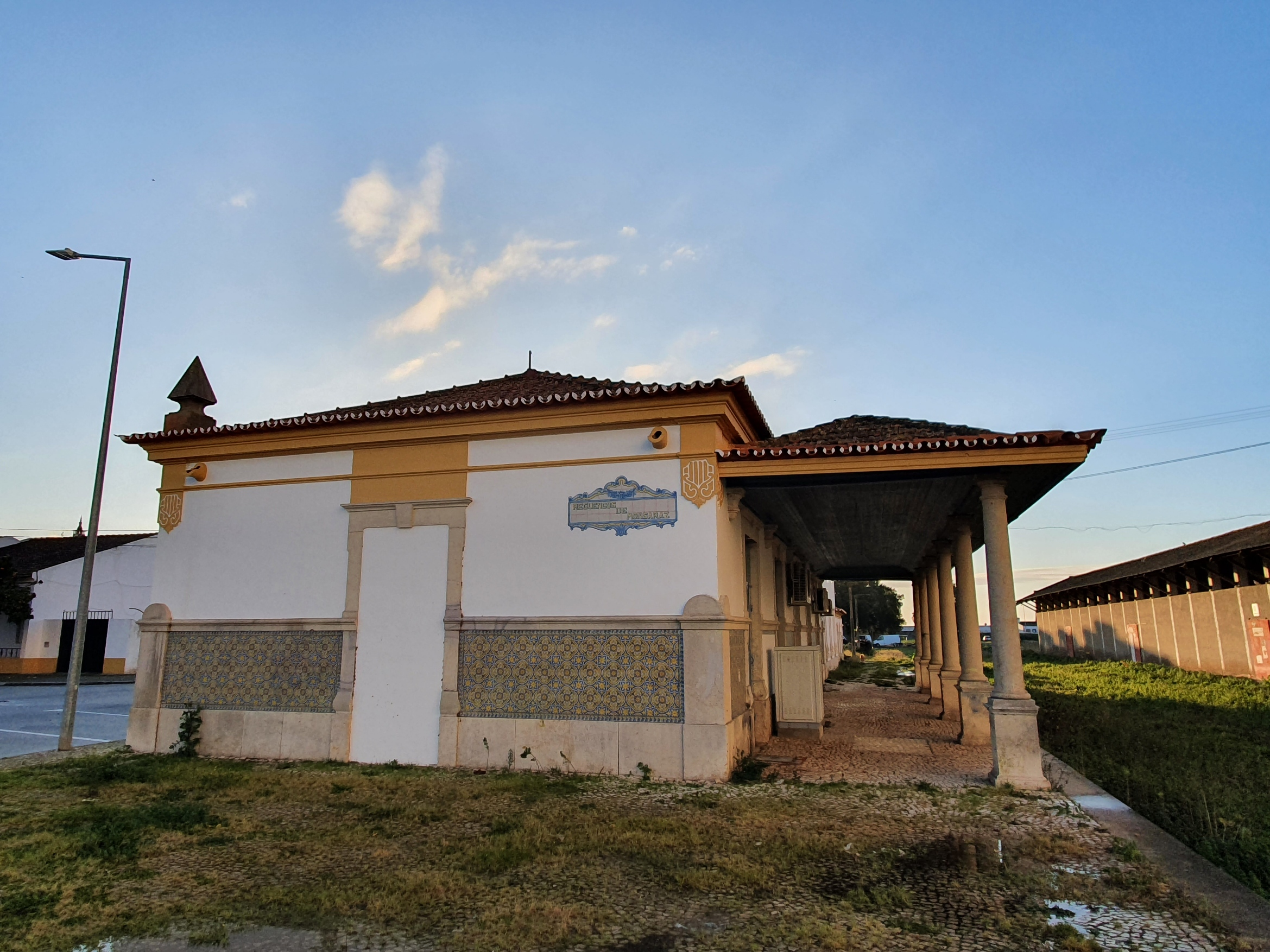
Antiga estação de Reguengos de Monsaraz, em Fevereiro de 2023.

### Continuação até Moura e Mourão
O relatório de 1931-1932 da Direcção-Geral de Caminhos de Ferro incluiu a realização de trabalhos de campo para a construção do troço até Mourão, que totalizava 19,332 m de comprimento. Em 1934, o Ministro das Obras Públicas e comunicações recebeu uma representação da autarquia de Barrancos, pedindo uma alteração no traçado entre Moura e Mourão, de forma a que servisse a localidade de Amareleja, estando então este lanço a ser estudado por uma brigada de técnicos.

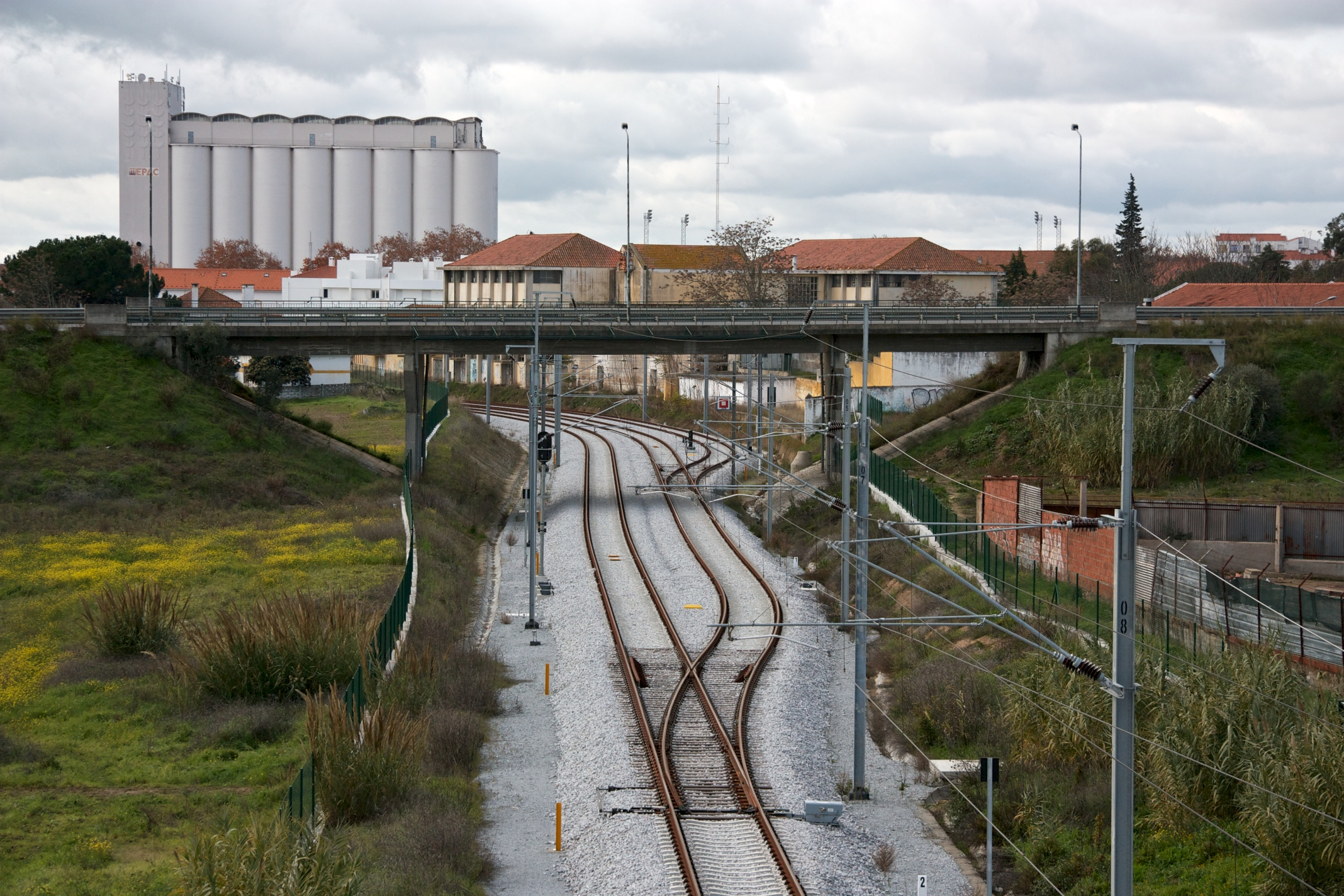
Linha de Évora após renovação, em 2010. O Ramal de Reguengos corria por este canal em conjunto com a Linha de Évora e o Ramal de Mora, em via tripla.

### Declínio e encerramento
Em 1950, este caminho de ferro passou para um regime de exploração económica, como parte da organização da Companhia dos Caminhos de Ferro Portugueses. Em 16 de Março de 1972, o conselho de administração da Companhia dos Caminhos de Ferro Portugueses aprovou um estudo de rentabilidade sobre o Ramal de Reguengos, no qual era proposto o seu encerramento, devido ao diminuto volume de tráfego.
Segundo o jornal Diário de Lisboa de 29 de Agosto de 1988, o director comercial da empresa Caminhos de Ferro Portugueses tinha avançado com a hipótese de substituir os comboios de passageiros por serviços de autocarros no Ramal de Reguengos, devido à reduzida procura, medida cuja introdução estava planeada no mês seguinte. Porém, garantiu que o ramal não iria ser encerrado, passando a ser apenas utilizado por comboios de mercadorias, uma vez que ainda apresentava um movimento de carga bastante elevado. O encerramento dos comboios de passageiros e a sua substituição por serviços rodoviários também foi feito nos ramais de Moura e Portalegre, tendo sido igualmente justificada pela fraca procura. Esta decisão foi feita no âmbito de um plano de modernização e reconversão da rede ferroviária no Alentejo, que custaria cerca de 14 milhões de contos, e teria uma duração de cinco anos. Este programa previa a instalação de grandes terminais ferroviários para mercadorias, sendo um deles em Reguengos de Monsaraz. Este processo foi duramente criticado pelos sindicatos ferroviários, que acusaram o administrador da C.P., Arménio Martins, de estar a destruir a empresa, e ser um comissário político do Partido Social Democrata no concelho de gerência. O fim dos serviços de passageiros também foi condenado por várias autarquias do região, que estiveram reunidas numa conferência de imprensa em Lisboa, onde acusaram a companhia de abandonar o transporte ferroviário, seguindo as políticas do governo, e criticaram a falta de diálogo com o conselho de gerência, e as poucas informações existentes sobre os horários. Anunciaram igualmente a sua intenção de resistir a esta decisão da empresa, e de criar uma comissão para a defesa e o desenvolvimento do caminho de ferro na região. O ramal fechou à exploração em 1990.

### Reconversão numa ecoposta
Em 2020, o governo apresentou o programa Revive Ferrovia, para a recuperação de reutilização de várias estruturas ferroviárias encerradas, e que incluiu o Ramal de Reguengos. Em 30 de Julho de 2023, a empresa Infraestruturas de Portugal noticiou que já se tinham iniciado as obras para a transformação do antigo Ramal de Reguengos numa ecopista. Este empreendimento foi coordenado pela Comunidade Intermunicipal do Alentejo Central, após a assinatura de um contrato de subconcessão com a divisão de Património da Infraestruturas de Portugal. Após a sua conclusão, a ecopista teria cerca de 34 km, e iria ser integrada na Grande Rota do Montado, uma extensa rede de rotas pedestres e cicláveis, das quais cerca de 182 Km aproveitam antigas vias férreas.
A Ecopista de Reguengos foi inaugurada pela Comunidade Intermunicipal do Alentejo Central em 17 de Setembro de 2024, numa cerimónia realizada na antiga estação de Machede.